# Mezinárodní hudební festival Český Krumlov
Mezinárodní hudební festival Český Krumlov (MHF Český Krumlov) je letní hudební festival pořádaný v jihočeském městě Český Krumlov, jeho první ročník se konal v roce 1992.

## Festival a jeho osobnosti
Každé léto se na Mezinárodním hudebním festivalu Český Krumlov představují špičky současné hudební scény a zároveň dává příležitost i mladým, začínajícím umělcům. Organizátoři připravují v Českém Krumlově zapsaném na seznam světového dědictví UNESCO hudební přehlídku evropského významu. Festival dosud přivítal taková jména, jako jsou Plácido Domingo, Jonas Kaufmann, Renée Fleming, Dmitri Hvorostovsky, Elīna Garanča, José Cura, Ramón Vargas, Shlomo Mintz, Sumi Jo, Juan Diego Flórez, Angela Gheorghiu, Mischa Maisky, Julian Rachlin, Arturo Sandoval, The Canadian Tenors, James Morrison.

## Koncertní prostředí
Spojení atraktivního prostředí historického města a hudby mnoha žánrů vydobylo festivalu skvělé renomé. V unikátních prostorách Státního hradu a zámku Český Krumlov, ale i v dalších lokacích města s jedinečným geniem loci se uskutečňují koncerty klasické hudby, ale i osvěžujících populárních žánrů, na nichž vystupují přední zahraniční i čeští interpreti. Festivalové koncerty se konají na atraktivních místech - v Zámecké jízdárně Archivováno 8. 3. 2018 na Wayback Machine., Maškarním sále či v Zámecké zahradě, pod širým nebem v Pivovarské zahradě a Zahradě Kooperativy, i v komorní atmosféře kostela Božího Těla a Panny Marie Bolestné v areálu bývalého minoritského kláštera, dnes ve vlastnictví Rytířského řádu Křižovníků s červenou hvězdou.

## Záštity
Festival se koná pravidelně pod záštitou prezidenta ČR, předsedy vlády ČR, ministerstva kultury ČR, ministra zahraničních věcí ČR, ministra průmyslu a obchodu ČR, ministra pro místní rozvoj, hejtmana Jihočeského kraje, starosty Českého Krumlova a velvyslanců zemí zúčastněných umělců.

## Dramaturgie festivalu
MHF Český Krumlov nabízí široké spektrum hudby od 15. až po 21. století. Profiluje se jako multižánrová hudební přehlídka, čímž se odlišuje od ostatních festivalů v České republice a oslovuje tak širší spektrum cílových skupin. Dramaturgie akcentuje plné využití unikátních interiérů a exteriérů Českého Krumlova v zájmu umocnění zážitku z hudebních produkcí jako jsou operní galakoncert, symfonické a komorní koncerty, varhanní koncert, autentickou interpretaci, český folklór, swing, muzikál i crossover.

## Členství a ocenění
Mezinárodní hudební festival Český Krumlov je členem české Asociace hudebních festivalů a stal se opětovně držitelem značky EFFE (Europe for Festivals, Festivals for Europe), jejímž iniciátorem je Evropská asociace festivalů. Jde o novou evropskou platformu pro profesionály i pro veřejnost, která spojuje nejvýznamnější evropské festivaly různých žánrů. Tuto značku uděluje mezinárodní porota na základě přísných kritérií, hodnotí se umělecká úroveň, společenský přínos a význam festivalu v celosvětovém měřítku.
Domovské město festivalu Český Krumlov získalo v roce 2012 prestižní ocenění nazvané Zlaté jablko (Pomme d'Or), což je jakýsi Oscar pro turistickou destinaci, který uděluje Světové federace novinářů a publicistů cestovního ruchu FIJET. Toto ocenění představuje uznání za vynikající úsilí při podpoře a zvyšování úrovně cestovního ruchu. FIJET ho uděluje každý rok, má ho již 43 příjemců z celého světa. O vítězství rozhodlo především mimořádné množství památek. „Svou roli sehrála také skutečnost, že Český Krumlov nežije jen velebením své minulosti, ale může se pochlubit i mimořádně bohatým, pestrým a vysoce hodnotným kulturním a společenským životem v současnosti. Na Mezinárodním hudebním festivalu byla taková hvězda, jako Plácido Domingo, a to rozhodlo pro Český Krumlov,” uvedl člen Řídícího výboru FIJET za ČR Miroslav Navara.